# Willy Schmidt-Gentner
Willy Schmidt-Gentner (né le 6 avril 1894 à Neustadt am Rennsteig, mort le 12 février 1964 à Vienne) est un compositeur de musique de film. Son œuvre est très prolifique et participe à de nombreux films classiques des cinémas allemand et autrichien.

## Biographie
Enfant, Willy Schmidt-Gentner apprend le violon et la composition auprès de Max Reger. Après la Première Guerre mondiale, il travaille comme fonctionnaire chargé de vérifier la fiscalité auprès des propriétaires de salles de cinéma. L'un d'eux lui propose un emploi de chef d'orchestre. Son intérêt pour la musique de film s'accroît et il signe sa première composition en 1922 pour un film muet. Il joue aussi du piano lors de séances de théâtre. Il obtient vite des succès : La Mandragore (de) (1928), L'Enfer blanc du Piz Palü (1929), Hokuspokus (1930).
Lors de l'avènement du cinéma parlant, les commandes se multiplient auprès de lui, il compose parfois jusqu'à dix musiques de film par an. Il préfère les comédies légères, des romances musicales et va parfois vers le drame avec un arrière-plan politique, voire les films de propagande (Wien 1910 (1943)), ou le film historique (Spionage (1955)).
Lors de l'arrivée au pouvoir des nazis, il devient membre du NSDAP en mai 1933 puis part en 1934. En 1933, il s'installe à Vienne où le studio Mondial Film fait de lui un réalisateur : Die Pompadour (1935), Der Weg des Herzens (1936). Pour la compagnie Sascha-Film, il compose les musiques de grands films viennois : Mascarade (de) (1934), Hohe Schule (1934). Après l'Anschluss, il accepte la production nazie, autant des comédies que des films de propagande : Heimkehr (de) (1941), Das Herz muß schweigen (1944). Il fait la connaissance de réalisateurs pour lesquels il continuera d'écrire plus tard, Willi Forst et Gustav Ucicky : Le Maître de poste (1940), Opérette (de) (1941), Sang viennois (de) (1942).
Après la guerre, il compose toujours autant. Il s'arrête en 1955. Willy Schmidt-Gentner aura composé pour plus de 200 films.

## Filmographie partielle

### En tant que compositeur

#### Films muets
- 1922 : Nathan le Sage de Manfred Noa
- 1923 : I.N.R.I. de Robert Wiene
- 1924 : Sous l'inquisition de Richard Oswald
- 1924 : La voix du cœur de Hanns Schwarz
- 1926 : An der schönen blauen Donau de Friedrich Zelnik
- 1926 : Dagfin le skieur de Joe May
- 1926 : L'Étudiant de Prague de Henrik Galeen
- 1926 : Madame ne veut pas d'enfants d'Alexander Korda
- 1926 : On ne badine pas avec l'amour de Georg Wilhelm Pabst
- 1926 : Le Fiacre n° 13 de Michael Curtiz
- 1927 : Das tanzende Wien de Friedrich Zelnik
- 1927 : Mata Hari de Friedrich Fehér
- 1927 : Orientexpress de Wilhelm Thiele
- 1927 : Historie des treize de Paul Czinner
- 1927 : Les Tisserands de Friedrich Zelnik
- 1927 : L'Aurore de Friedrich Wilhelm Murnau
- 1928 : La Mandragore (de) de Henrik Galeen
- 1928 : Prince ou pitre de Aleksandr Razumnyj
- 1928 : Le Chant du prisonnier de Joe May
- 1928 : Shéhérazade d'Alexandre Volkoff
- 1929 : Adieu Mascotte de Wilhelm Thiele
- 1929 : Asphalte de Joe May
- 1929 : L'Enfer blanc du Piz Palü de Arnold Fanck, Georg Wilhelm Pabst
- 1929 : La Femme sur la Lune de Fritz Lang
- 1929 : Le Mensonge de Nina Petrovna de Hanns Schwarz
- 1929 : La Partie de dés de Franz Osten
- 1929 : Manolesco prince des poètes de Victor Tourjanski
- 1929 : Sainte-Hélène de Lupu Pick
- 1930 : Cyankali (de) de Hans Tintner (de)

#### Films parlants
- 1930 : Aimé des dieux
- 1930: Hokuspokus de Gustav Ucicky
- 1930: Le Concert de flûte de Sans-Souci de Gustav Ucicky
- 1932: La Chanson d'une nuit de Pierre Colombier et Anatole Litvak
- 1932 : Paris-Méditerranée de Joe May
- 1933: La Vie tendre et pathétique de Willi Forst
- 1933: Caprice de princesse de Henri-Georges Clouzot et Karl Hartl
- 1934: Mascarade (de) de Willi Forst
- 1934: Parade de printemps de Georg Jacoby
- 1934: Hohe Schule de Erich Engel
- 1934: Volga en flammes de Victor Tourjanski
- 1935: Episode de Walter Reisch
- 1935: … nur ein Komödiant (de) de Erich Engel
- 1936: Der Weg des Herzens (Prater) de Willy Schmidt-Gentner
- 1937: Première (Premiere) de Géza von Bolváry
- 1939 : Hotel Sacher de Erich Engel
- 1939 : Une mère de Gustav Ucicky
- 1940 : Le Maître de poste de Gustav Ucicky
- 1940: Der liebe Augustin de E. W. Emo
- 1940: Opérette (de) de Willi Forst, Karl Hartl
- 1940: Toute une vie de Gustav Ucicky
- 1941: Heimkehr de Gustav Ucicky
- 1941: Brüderlein Fein de Hans Thimig
- 1942: Wien 1910 de E. W. Emo
- 1942: Sang viennois (de) de Willi Forst
- 1942: Späte Liebe de Gustav Ucicky
- 1943: Schrammeln (de) de Géza von Bolváry
- 1944: Das Herz muß schweigen de Gustav Ucicky
- 1944: Jeunes Filles de Vienne (Wiener Mädeln) de Willi Forst
- 1947: Die Welt dreht sich verkehrt de J. A. Hübler-Kahla
- 1947: Singende Engel de Gustav Ucicky
- 1947: Les Amours de Blanche-Neige de Edi Wieser
- 1948: L'Ange à la trompette (Der Engel mit der Posaune) de Karl Hartl
- 1950: Der Schuß durchs Fenster de Siegfried Breuer
- 1951: L'Homme perdu de Peter Lorre
- 1951: Wenn die Abendglocken läuten de Alfred Braun
- 1952: Pour l'amour d'une femme (de) de Hans Wolff
- 1952: La Vigne joyeuse (de) d'Erich Engel
- 1952 : L'Histoire passionnante d'une star (Hannerl ou en Allemagne, Ich tanze mit dir in den Himmel hinein) d'Ernst Marischka (non crédité)
- 1953 : Quand la musique du village joue (Wenn am Sonntagabend die Dorfmusik spielt) de Rudolf Schündler
- 1954 : Ceux du voyage (Carnival Story), de Kurt Neumann
- 1954 : Ma chanson te suivra de Willi Forst
- 1955 : Spionage de Franz Antel
- 1955 : Heimatland de Franz Antel
- 1955 : Mayerling - le dernier amour du fils de Sissi de Rudolf Jugert

### En tant que réalisateur
- 1935 : Die Pompadour
- 1936 : Der Weg des Herzens (Prater)

## Source, notes et références
1. ↑  Fred K. Prieberg : Handbuch Deutsche Musiker 1933–1945, CD-Rom-Lexikon, Kiel 2004, p. 9.443. „Wilhelm Schmidt-Gentner“, Partei-Nummer 3.083.719.
2. ↑  Ernst Klee: Das Kulturlexikon zum Dritten Reich. Wer war was vor und nach 1945. S. Fischer, Frankfurt-sur-le-Main 2007, p. 530.

- (de) Cet article est partiellement ou en totalité issu de l’article de Wikipédia en allemand intitulé « Willy Schmidt-Gentner » (voir la liste des auteurs).